# فهرست آثار تاریخی سیستان و بلوچستان

## جاذبه‌های تاریخی
- شهر سوخته
- کوه خواجه
- آسبادها
- آسیاب بادی سیستان
- آسیاب بادی مچی
- ارگ خان ملک کیانی
- بانک ایران و انگلیس
- کنسولگری انگلیس
- آتشکدهٔ کرکویه
- قلعه تیمور سیستان
- ارگ خان محمد
- بناهای یادماتی چلیپای و آسیابان
- حوضدار
- قلعه مچی
- قلعه سه کوهه
- قلعه نو
- دهانهٔ غلامان
- زاهدان کهنه
- آتش گاه و قلعه کله کنگ
- رام شهرستان
- کندرک کهنه
- چاه‌های باستانی
- بازارچهٔ سرپوش زاهدان
- ساختمان دادگستری
- تلگراف خانهٔ حرمک
- موزهٔ بزرگ منطقه ای جنوب شرق کشور
- قبرستان هفتاد ملا
- قلعهٔ ایرندگان
- قلعه حیدرآباد
- قلعهٔ بمپور
- قلعهٔ ناصری
- قلعه برنجی
- مسجد جامع پشامک
- قلعه هدار
- مسجد قدیمی راسک
- اسپیدژ
- قلعهٔ سب
- قلعهٔ کَنت
- مسجد جامع دزک
- سفال کلپورگان
- سنگ نگاره‌های سراوان
- قلعهٔ نیک‌شهر
- قلعهٔ قصرقند
- خانه‌های قدیمی آریان
- محوطهٔ چهل دختران
- قلعه بگ
- قلعه بنت
- قلعه اسپکه
- مقبرهٔ سیّد غلام رسول
- قلعهٔ تاریخی تیس (قلعهٔ پرتغالی‌ها)
- ساختمان پست
- بافت تاریخی روستای تیس

## جاذبه‌های طبیعی
- کوه تفتان
- درخت کهنسال روستای دهپابید
- کوه آتشفشانی بزمان (کوه خضر)
- چشمهٔ آب گرم طبیعی و معدنی بزمان
- دریاچهٔ فصلی جازموریان
- منطقهٔ جنگلی بیرگ زابلی
- تپه‌های مینیاتوری چابهار (تپه‌های بدلندی)
- گل‌فشان روستای کهیر شهرستان کنارک
- سواحل چابهار
- جنگل حرای چابهار
- تالاب صورتی چابهار
- غار های بان مسیتی تیس
- دریاچهٔ هامون
- کوه خواجه (کوه رستم)
- چاه نیمه‌ها
- رودخانه هیرمند